# Sylfest Glimsdal
Sylfest Glimsdal (Fagernes, 9 de octubre de 1966) es un deportista noruego que compitió en biatlón. Ganó tres medallas en el Campeonato Mundial de Biatlón entre los años 1989 y 1998.

## Palmarés internacional
| Campeonato Mundial | Campeonato Mundial   | Campeonato Mundial | Campeonato Mundial |
| Año                | Lugar                | Medalla            | Prueba             |
| ------------------ | -------------------- | ------------------ | ------------------ |
| 1989               | Feistritz (Austria)  | Medalla de bronce  | Relevos            |
| 1992               | Novosibirsk (Rusia)  | Medalla de plata   | Equipo             |
| 1998               | Hochfilzen (Austria) | Medalla de oro     | Equipo             |